# Preussens riksregalier

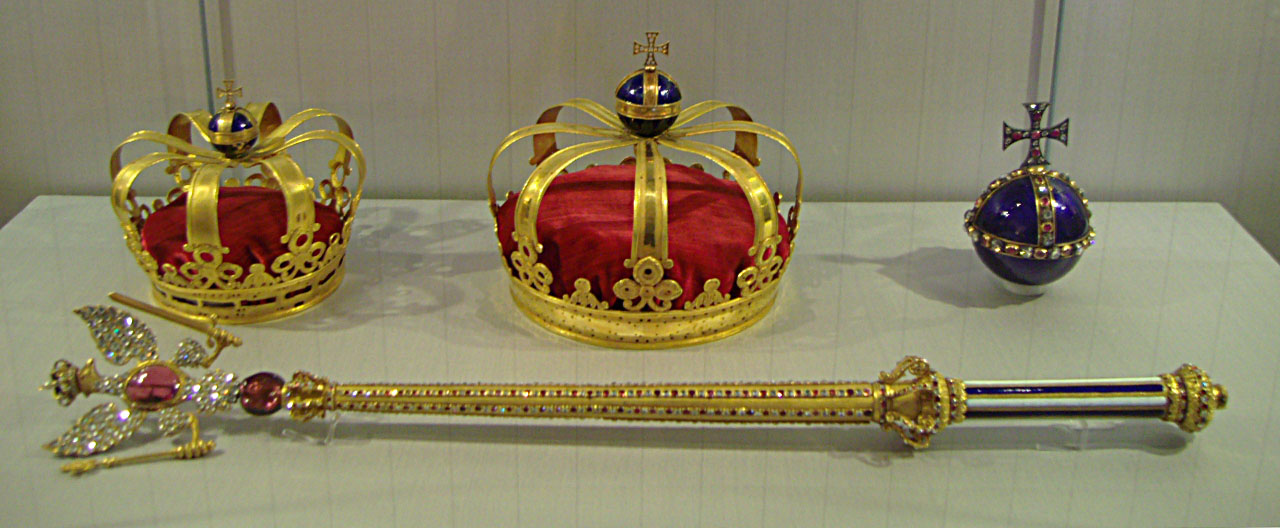
Delar av de preussiska riksregalierna med Fredrik I:s krona.

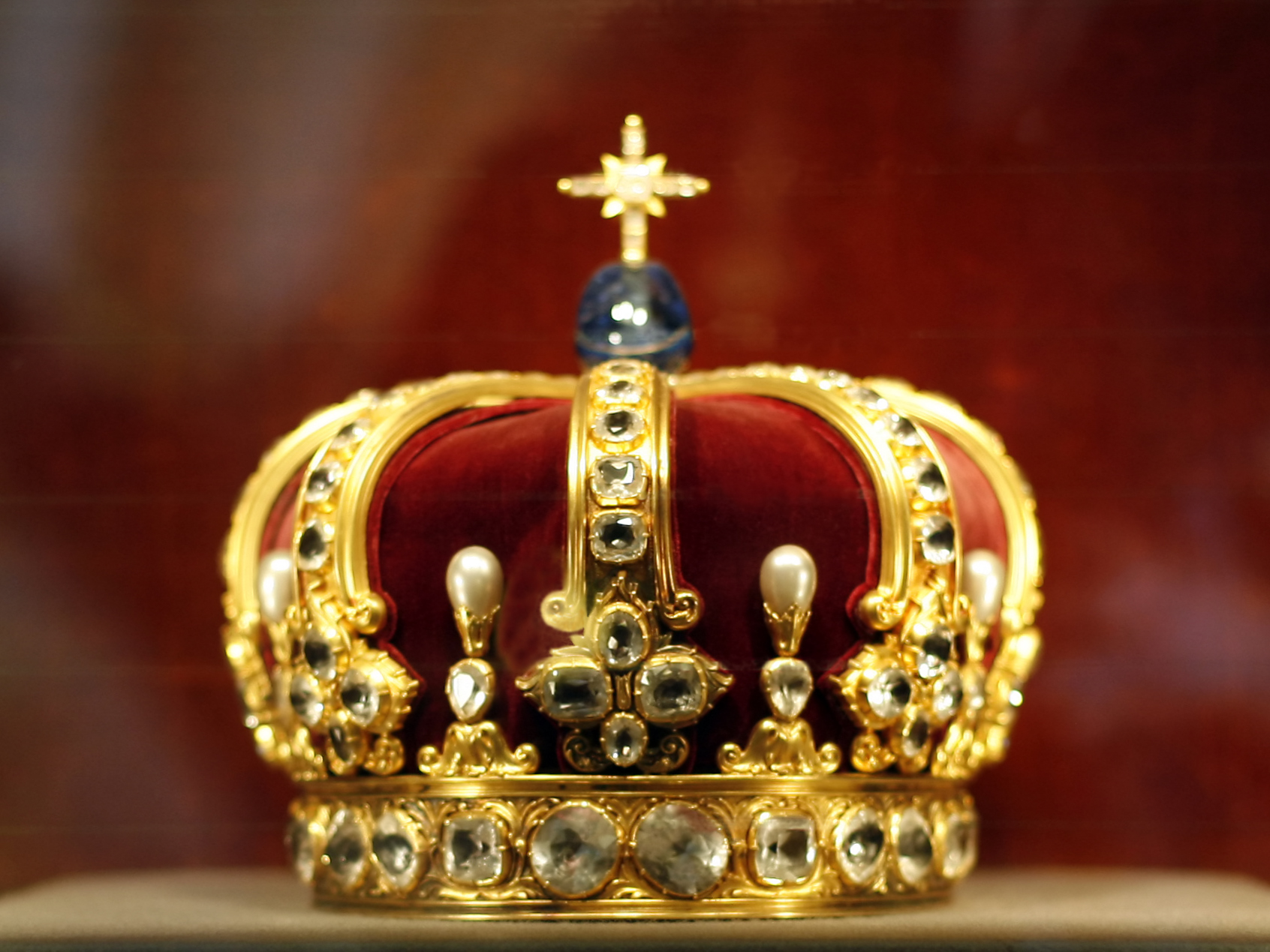
Vilhelm II:s krona

Preussens riksregalier eller Preussens kronjuveler är en samling riksregalier som användes som ämbetstecken för Preussens kungar från 1701 till 1918. Ursprungligen framställdes de flesta av riksregalierna för Fredrik I av Preussen i samband med hans kröning till kung i Preussen i Königsberg (nuvarande Kaliningrad) 1701. 
Från 1871 till 1918 fungerade de även som Tyska kejsardömets kronjuveler, då några riktiga sådana aldrig tillverkades när Vilhelm I av Tyskland utropades till kejsare. Samlingen omfattar även delar av de kronjuveler som användes för Kurfurstendömet Brandenburg redan före kurfurstarnas upphöjelse till kungar av Preussen 1701. Huvuddelen av samlingen, med undantag för Vilhelm II:s krona, förvaras idag i Charlottenburgs slott i Berlin.

## Regalier

### Vilhelm II:s krona
Vilhelm II:s kungakrona tillverkades för den siste kungen och kejsaren Vilhelm II 1889, med anledning av hans titel som kung av Preussen. Eftersom han aldrig kröntes kom han aldrig att bära kronan. Den är idag utställd på ätten Hohenzollerns stamgods, Burg Hohenzollern nära Hechingen i Baden-Württemberg. Kronan har åtta armar och är bland annat utsmyckad med en stor safir, ett diamantutsmyckat guldkors, 142 diamanter, 18 stora briljanter och åtta stora pärlor.

### Fredrik I:s regalier och samlingen på Charlottenburgs slott

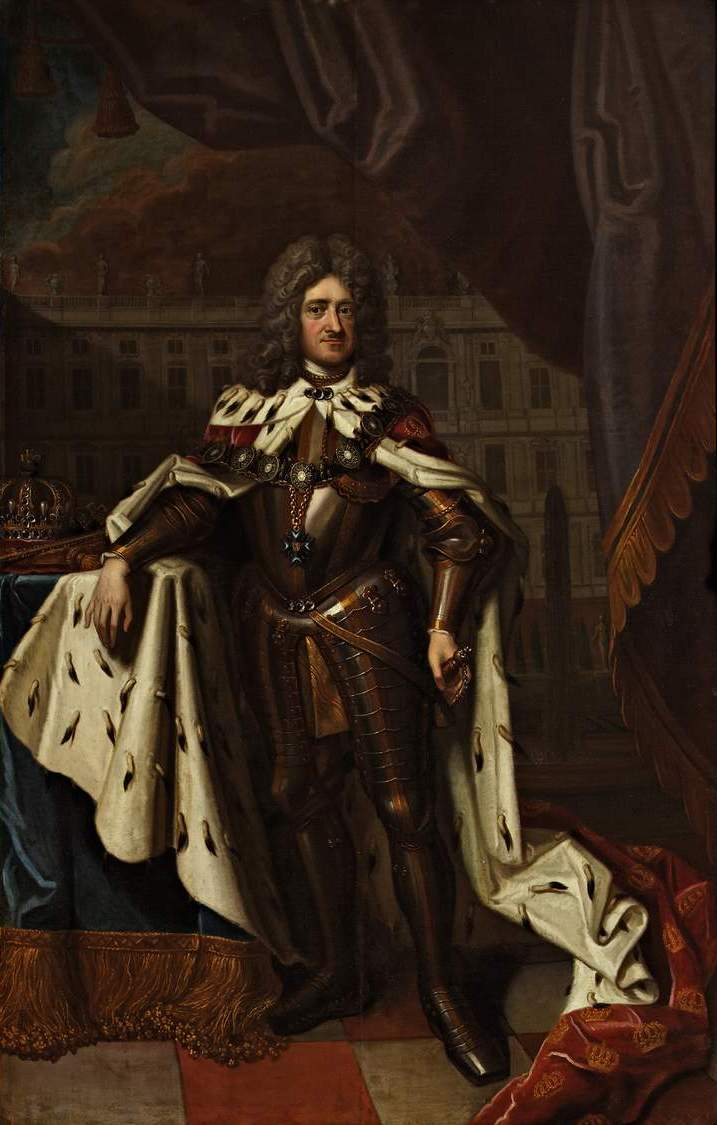
Fredrik I av Preussen med riksregalierna avbildade på bordet intill honom.

De flesta av de idag bevarade regalierna finns utställda på Charlottenburgs slott i Berlin.
- Fredrik I:s kungakrona från 1701. De flesta av ädelstenarna saknas idag, då det var brukligt att de användes till andra syften när de inte behövdes vid större statsceremonier.
- Fredrik I:s spira, framställd genom att en äldre guldspira utsmyckades med bland annat den preussiska örnen. Örnens bål utgörs av en stor rubin som var en gåva från tsaren Peter I av Ryssland.
- Fredrik I:s riksäpple.
- Fredrik I:s rikssigill.
- Fredrik I:s rikssvärd.
- Drottning Sofia Charlottas krona från 1701.
- Kurfurstendömet Brandenburgs ursprungliga kurfurstehatt, samt en ytterligare pärlutsmyckad kurfurstehatt av senare datum.
- Kurfurstendömet Brandenburgs spira, kommandostav och svärd.
- Metallramarna till Vilhelm I och drottning Augustas kronor från 1861.

### Den tyska kejsarkronan

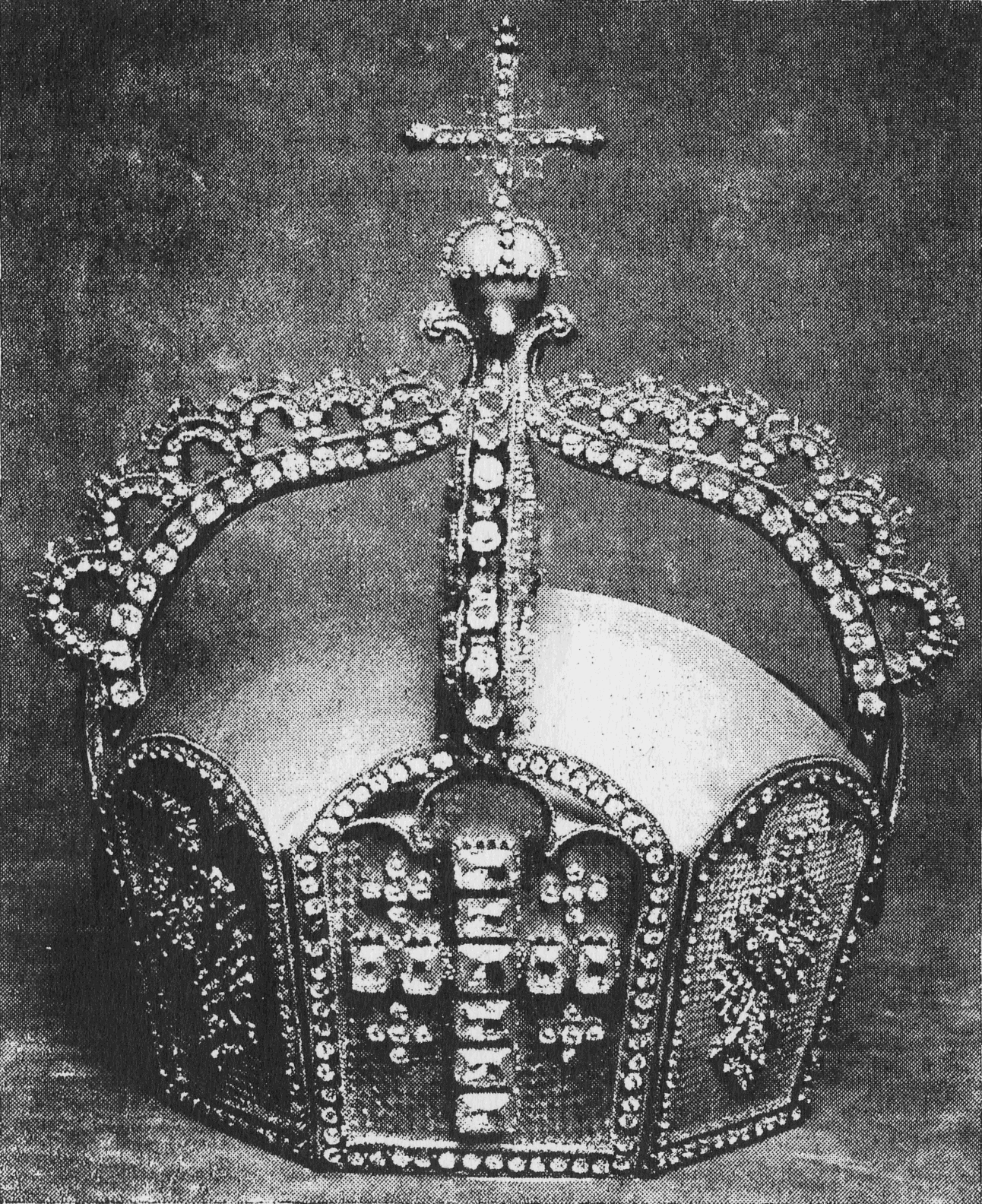
Modellen av den tyska kejsarkronan, tillverkad 1872.

1872 tillverkades en trämodell för en kejsarkrona för det nya Tyska kejsardömet. Modellen designades med utgångspunkt från Tysk-romerska rikets kejserliga krona från medeltiden, men den verkliga kronan för 1871 års tyska kejsardöme kom aldrig att tillverkas. Kronan förvarades med de preussiska regalierna och kom att användas som heraldisk förlaga och symbol för det tyska kejsardömet, och finns bland annat avbildad på Riksdagshuset i Berlin. Modellen är sedan andra världskriget försvunnen.

## Historia efter 1918

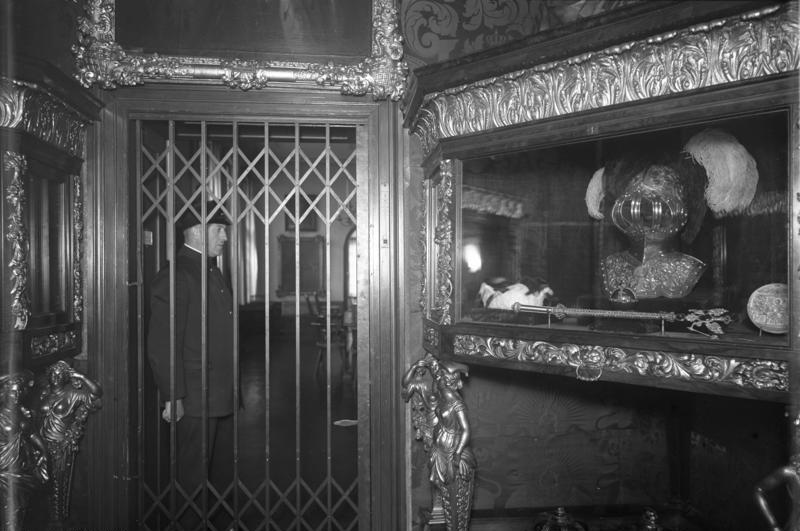
Riksregalierna utställda i Schloss Monbijou i Berlin 1932.

Efter Vilhelm II:s abdikation 1918, då både det preussiska kungadömet och det tyska kejsardömet avskaffades, överlämnades kronjuvelerna 1927 till huset Hohenzollern och ställdes ut i Schloss Monbijou i Berlin. Kronjuvelerna transporterades 1941 till Königsberg, därefter flyttades de 1944 tillbaka via Berlin till en gruva i Thüringen, Salzbergwerk Bernterode vid Leinefelde. Regalierna återfanns där i mars 1945 av den amerikanska ockupationsarmén. Kronjuvelerna kom därefter att återlämnas till släkten Hohenzollern. Vilhelm II:s krona gömdes genom att muras in i Kleinenbremens bykyrka nära Minden under kriget och återlämnades även den efter kriget. 
Schloss Monbijou skadades under andra världskriget och resterna med det tidigare valvet för kronjuvelerna revs 1959. Av de bevarade kronjuvelerna är alla utom Vilhelm II:s krona idag utställda i Charlottenburgs slott i Berlin, medan kronan förvaras i Burg Hohenzollern i Baden-Württemberg. 
Övriga riksregalier som förvarades i Schloss Monbijou före andra världskriget är sedan kriget försvunna: Vilhelm I och drottning Augustas kronramar från 1861, de preussiska prinsessornas berömda brudkrona samt modellerna för det tyska kejsardömets kejsar- och kejsarinnekronor (de äkta kejsar- och kejsarinnekronorna tillverkades aldrig).